# Ambang
L'Ambang, en indonésien Gunung Ambang, est un volcan d'Indonésie situé dans le Nord de Sulawesi.